# بيرناور شتراسه

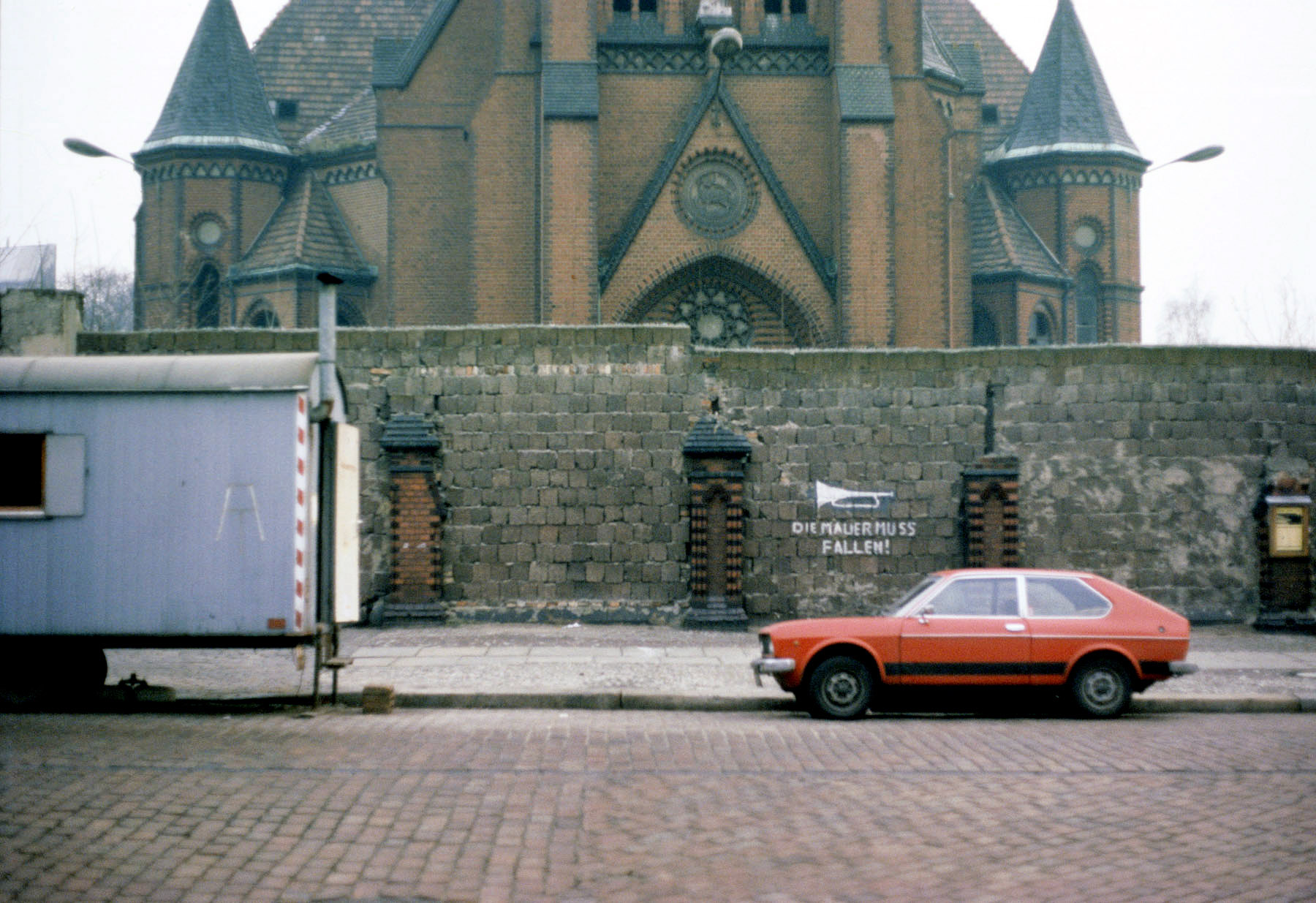
بيرناور شتراسه في عام 1978: سور فيرسونهونغسكيرش (

بيرناور شتراسه هو شارع في برلين يقع بين Gesundbrunnen ومته، اليوم ينتمي كلاهما إلى Mitte borough. إنه يمتد من Mauerpark في زاوية Prenzlauer Berg إلى Nordbahnhof. يشير اسم الشارع إلى Bernau bei Berlin، التي تقع في براندنبورغ.
عندما كانت برلين مدينة مقسمة، تم بناء حائط برلين عام 1961 على طول هذا الشارع. اشتهر Bernauer Straße بالهروب من نوافذ المباني السكنية في الجزء الشرقي من المدينة، وصولاً إلى الشارع، الذي كان في الغرب. مات عدة أشخاص هنا عندما تم فرض الحدود لأول مرة.

## التاريخ

### قبل جدار برلين
كان Bernauer Straße موجودًا في وقت مبكر كطريق تجاري وعسكري بين برلين ومواقع في مرغريفية براندنبورغ. تلقت اسمها الحالي في 29 مايو 1862. قبل هذا التاريخ، كانت تُعرف باسم شارع شتراسه 50، ثم شارع شتراسه 80، قبل أن يطلق عليها بيرناور شتراسه.

### جدار برلين

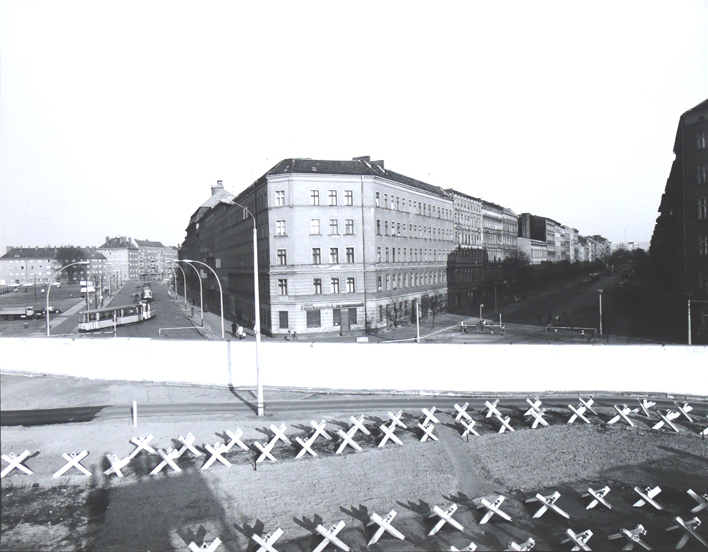
نهاية Bernauer Straße، والنظر إلى Eberswalder Straße وشرق برلين، 1973.

نظرًا لأن الشارع نفسه ينتمي إلى القطاع الفرنسي في برلين الغربية، فقد تم بشكل متقطع حرس الحدود والنوافذ في مداخل المنازل على الجانب الجنوبي من قبل حرس الحدود في ألمانيا الشرقية وتم حظر الوصول إلى السطح. في 22 أغسطس 1961 أصبحت إيدا سيكمان أول ضحية على جدار برلين: توفيت بعد أن قفزت من شقتها (الطابق الثالث وفقًا للمعايير الألمانية، والطابق الرابع وفقًا لمعايير أمريكا الشمالية) في شارع Bernauer Straße 48.
بحلول خريف عام 1961، تم إخلاء آخر هذه المنازل بشكل إلزامي وتم هدم المباني نفسها في عام 1963. بالنسبة للأشخاص العشرة الذين لقوا حتفهم أثناء محاولتهم الهرب في منطقة Bernauer Straße، توجد لوحة تذكارية عند مدخل Swinemünder Straße.

### سقوط الجدار

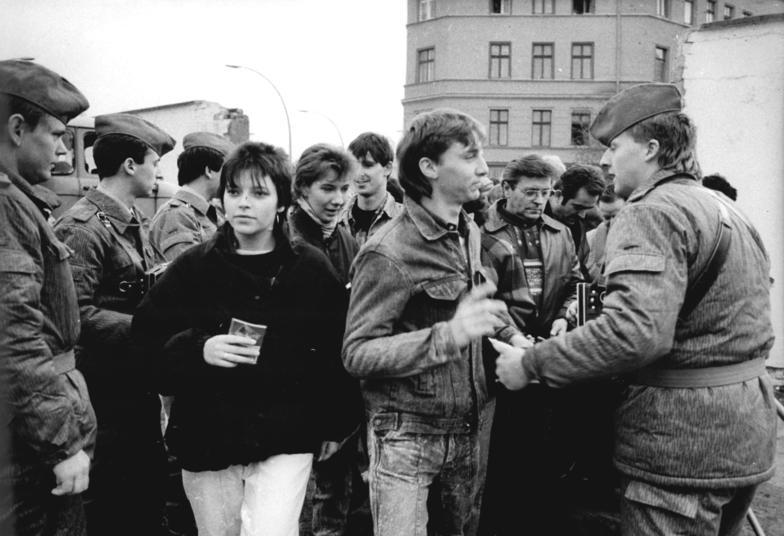
سكان برلين الشرقية ينتظرون أول افتتاح للمعبر من الشارع

بعد أن تم اختراق جدار برلين لأول مرة في 9 نوفمبر 1989، بدأ العمل في إنشاء فتحة من خلال الجدار حيث عبرت الطريق بين Bernauer Straße وEberswalder Straße القريبة في اليوم التالي. تم فتح المعبر رسميًا في الساعة 8:00 من صباح اليوم التالي في 11 نوفمبر 1989، مما يجعله أحد المعابر الحدودية الجديدة لجدار برلين التي تم إنشاؤها بعد سقوط الجدار.